# Ubuntu Lite
Ubuntu Lite — неофіційний варіант дистрибутиву Ubuntu, що як стільничне середовище використовує IceWM. Призначений для використання на малопотужних комп'ютерах, або для тих, хто бажає отримати більшу швидкодію, і використовує здебільшого застосунки GTK+. Розробку дистрибутива припинено.

## Ресурси тенет
- Офіційний майданчик тенет
- Дискусійна група новин [Архівовано 27 листопада 2007 у Wayback Machine.]